# Alsodes nodosus
El sapo arriero, sapo de pecho espinoso o sapo Popeye (Alsodes nodosus) es un anfibio anuro de la familia Alsodidae, endémico de Chile.

## Descripción
De tamaño grande, robusto, de patas gruesas. Tímpano escondido bajo la piel y pliegue glandular supratimpánico. Dedos del pie libres; tubérculos subarticulares muy desarrollados (“nodosus”) que favorecen el amplexo. Piel tuberculosa y granulosa. Machos más robustos que las hembras, con caracteres sexuales secundarios llamativos en los dedos de la mano y sobre el pecho. Dorsalmente posee una coloración verde oscura con manchas irregulares oscuras. Su longitud varía entre los 4 y 7 cm. Se alimenta de insectos y larvas. Se encuentra entre la V Región de Valparaíso al norte y la X Región de Los Lagos al sur.